# Márcio Moratelli
Márcio Moratelli (San Paolo, 16 ottobre 1970) è un ex giocatore di calcio a 5 brasiliano naturalizzato italiano, campione europeo con la nazionale italiana nel 2003.

## Carriera

### Club
Moratelli debutta nei campionati italiani nel 2002, tesserato dal CUS Chieti. Gioca per due stagioni in Serie A con i teatini e altrettante tra Montesilvano e Napoli. Nel 2006 si accorda con il Napoli Barrese in Serie A2, con cui vince la Coppa Italia di categoria. Anche negli anni seguenti gioca in Serie A2, ritirandosi al termine della stagione 2010-11.

### Nazionale
In possesso della doppia cittadinanza, Moratelli debutta nella nazionale italiana il 14 gennaio 2003 nel corso dell'amichevole pareggiata per 3-3 contro l'Iran, realizzando inoltre la sua prima rete con la maglia azzurra. Nello stesso anno, è inserito nella lista dei convocati al campionato europeo vinto proprio dall'Italia.

## Palmarès

### Club
- Coppa Italia di Serie A2: 1
Barrese: 2006-07

### Nazionale
- Campionato d'Europa: 1
Italia: 2003